# Loxosceles muriciensis
Espèce
Loxosceles muriciensis est une espèce d'araignées aranéomorphes de la famille des Sicariidae.

## Distribution
Cette espèce est endémique d'Alagoas au Brésil,. Elle se rencontre vers Murici.

## Description
Le mâle holotype mesure 5,46 mm et la femelle paratype 8,65 mm.

## Étymologie
Son nom d'espèce, composé de murici et du suffixe latin -ensis, « qui vit dans, qui habite », lui a été donné en référence au lieu de sa découverte, Murici.

## Publication originale
- Fukushima, de Andrade & Bertani, 2017 : Two new Brazilian species of Loxosceles Heinecken & Lowe, 1832 with remarks on amazonica and rufescens groups (Araneae, Sicariidae). ZooKeys, no 667; p. 67-94 (texte intégral).